# Blue Boy (DJ)
Blue Boy, auch The Blue Boy, war der Künstlername des schottischen DJs und Produzenten Alexis „Lex“ Blackmore (* in Brighton). International bekannt wurde er 1997 durch den Dance-Hit Remember Me.

## Biografie
Blackmore arbeitete 1991 zuerst als DJ in Glasgow und London, als er zusammen mit der britischen Techno-Band The Shamen tourte. Außerdem war er neben Julian Dembinski Mitglied der Duos Orson Karte und Positive Science. Nachdem er unter verschiedenen Künstlernamen (The Blueboy, Blueboy, The BlueBoy) gearbeitet hatte, etablierte sich 1995 das Pseudonym Blue Boy.
Die Single Sandman erschien 1995, blieb aber zunächst unbeachtet. Auch der 1996er Track It’s Up to You war kein kommerzieller Erfolg. Erst die 1997er Single Remember Me, die Blackmore allein in seinem Schlafzimmer aufgenommen hatte, brachte den erwünschten Durchbruch. Das Lied, in dem Gesangselemente aus Marlena Shaws 1969er Hit Woman of the Ghetto verarbeitet sind, wurde im Vereinigten Königreich und in der Schweiz zum Top-10-Hit und stieg in Deutschland in die Top 20.
Als Sandman nach dem großen Erfolg von Remember Me 1997 wiederveröffentlicht wurde, stieg auch diese Single in die englische Hitparade und erreichte Platz 25. Blackmore arbeitete später u. a. als Remixer für andere Acts.

## Diskografie

### Singles
- 1995: Sandman
- 1996: It’s Up to You
- 1997: Remember Me
- 2001: C’mon Clap Your Hands / Dub-a-Dutch (The Magi / Blue Boy)
- 2014: Clean Up Woman (Jim Sharp Edit) / Remember Me (Jim Sharp Edit) (Betty Wright / Blue Boy)
- 2014: Ghetto Expressions (als Lex Blackmore)

### EPs
- 1996: Scattered Emotions EP

## Auszeichnungen für Musikverkäufe
| Goldene Schallplatte - Australien - 1997: für die Single Remember Me |

Anmerkung: Auszeichnungen in Ländern aus den Charttabellen bzw. Chartboxen sind in ebendiesen zu finden.
| Land/RegionAuszeichnungen für Musikverkäufe (Land/Region, Auszeichnungen, Verkäufe, Quellen) | Gold     | Platin | Verkäufe | Quellen     |
| -------------------------------------------------------------------------------------------- | -------- | ------ | -------- | ----------- |
| Australien (ARIA)                                                                            | Gold1    | —      | 35.000   | aria.com.au |
| Vereinigtes Königreich (BPI)                                                                 | Gold1    | —      | 400.000  | bpi.co.uk   |
| Insgesamt                                                                                    | 2× Gold2 | —      |          |             |